# Roberto Vallejo
Roberto Vallejo (ur. 1 czerwca 1935 w Salvatierra) – meksykański zapaśnik walczący w stylu wolnym. Olimpijczyk z Rzymu 1960, gdzie zajął dwunaste miejsce w kategorii 62 kg.
Srebrny medalista igrzysk panamerykańskich w 1959 i 1967 i czwarty w 1955. Triumfator igrzysk Ameryki Środkowej i Karaibów w 1959 i 1962 roku.

## Letnie Igrzyska Olimpijskie 1960
| Konkurencja               | Walki                     | Walki                           | Walki               | Klas. końcowa |
| Konkurencja               | Pierwsza runda            | Druga runda                     | Trzecia runda       | Miejsce       |
| ------------------------- | ------------------------- | ------------------------------- | ------------------- | ------------- |
| styl wolny, waga piórkowa | Kasim Ahmed Sayed (IRQ) Z | Mohammad Ibrahim Kederi (AFG) Z | Tamiji Satō (JPN) P | XII           |